# Richard Bourke, 6. hrabě z Mayo
Richard Southwell Bourke, 6. hrabě z Mayo (Richard Southwell Bourke, 6th Earl of Mayo, 6th Viscount Mayo, 6th Baron Naas) (21. února 1822, Dublin, Irsko – 8. února 1872, Port Blair, Indie) byl britský státník. Jako příslušník staré irské šlechty se od mládí věnoval záležitostem v Irsku a v britských konzervativních vládách byl třikrát ministrem pro Irsko. Jako místokrál v Indii (1868–1872) se stal obětí atentátu a v dějinách britské koloniální správy byl jediným násilně usmrceným guvernérem.
Pocházel ze starobylého irského rodu, byl nejstarším synem 5. hraběte z Mayo. Studoval v Dublinu, v roce 1845 cestoval po Evropě a v letech 1847–1867 byl poslancem Dolní sněmovny za konzervativní stranu. Do otcovy smrti byl známý pod jménem lord Naas, v roce 1867 zdědil ostatní rodové tituly, které ale platily pouze pro Irsko, takže s nimi nebylo spojeno členství ve Sněmovně lordů. V roce 1852 se stal členem Tajné rady a irské Tajné rady a celkem třikrát byl státním sekretářem pro Irsko (1852–1853, 1858–1859, 1866–1868). Mezitím byl členem a místopředsedou několika vládních komisí.

## Místokrál v Indii
V září 1868 předčasně opustil vládu B. Disraeliho a byl jmenován generálním guvernérem a místokrálem v Indii, funkci fakticky převzal v lednu 1869. V roce 1869 získal Řád sv. Patrika. Snažil se o upevnění britské nadvlády, udržoval přátelské vztahy se sousedními státy, provedl reformu finanční správy, podporoval zavlažování, stavbu železnic, zasloužil se také o zlepšení školství. Krátce před svými padesátými narozeninami byl zavražděn během inspekční cesty na Andamanských ostrovech. Atentát nebyl politicky motivován, šlo o soukromou akci odsouzence Sher Ali Afridiho, který byl v roce 1873 oběšen. Od února do června 1872 spravovali Indii dva dočasně úřadující generální guvernéři, novým místokrálem se pak stal Thomas Baring.

## Rodina
Za manželku měl Blanche Wyndham (1826–1918), dceru 1. barona Leconfielda, která jako vdova po zavražděném indickém místokráli měla privilegované postavení v britské společnosti a hned v roce 1872 byla jmenována dvorní dámou královny Viktorie. Její synovec George Wyndham (1863–1913) byl v letech 1900–1905 státním sekretářem pro Irsko. Dědicem titulů byl syn Dermot Bourke, 7. hrabě z Mayo (1851-1927).
Mladší bratr John Jocelyn Bourke (1823–1904) bojoval v krymské válce, zúčastnil se indického povstání a v armádě dosáhl hodnosti generálporučíka. Další bratr Robert Bourke (1827-1902) byl dlouholetým poslancem Dolní sněmovny a v letech 1886–1890 guvernérem v Madrasu.